# Commonwealth Games 2022/Teilnehmer (Tuvalu)
| Gelbes Symbol für Goldmedaillen mit stilisierten Olympischen Ringen | Graues Symbol für Silbermedaillen mit stilisierten Olympischen Ringen | Braundes Symbol für Bronzemedaillen mit stilisierten Olympischen Ringen |
| ------------------------------------------------------------------- | --------------------------------------------------------------------- | ----------------------------------------------------------------------- |
| —                                                                   | —                                                                     | —                                                                       |

Tuvalu nahm mit fünf Athleten (fünf Männer) an den Commonwealth Games 2022 teil. Temalini Manatoa (100 m Frauen) qualifizierte sich, nahm aber nicht teil. Es war die insgesamt siebte Teilnahme an den Commonwealth Games.

## Vorbereitung
Wegen fehlender Trainingsmöglichkeiten und der geringen Größe der Insel trainierten die Athleten auf der Landebahn des Funafuti International Airport. Der Flughafen ist die größte freie Fläche im ganzen Land.

## Teilnehmer nach Sportarten

### Boxen
| Athleten       | Wettbewerb        | 1. Runde | 1. Runde | Achtelfinale | Achtelfinale | Viertelfinale | Viertelfinale | Halbfinale    | Halbfinale    | Finale        | Finale        | Rang |
| Athleten       | Wettbewerb        | Gegner   | Ergebnis | Gegner       | Ergebnis     | Gegner        | Ergebnis      | Gegner        | Ergebnis      | Gegner        | Ergebnis      | Rang |
| -------------- | ----------------- | -------- | -------- | ------------ | ------------ | ------------- | ------------- | ------------- | ------------- | ------------- | ------------- | ---- |
| Fiu Tui        | Mittelgewicht     | Freilos  | Freilos  | K. Moses     | 0:5          | ausgeschieden | ausgeschieden | ausgeschieden | ausgeschieden | ausgeschieden | ausgeschieden | 9    |
| Leatialii Afoa | Halbschwergewicht | Freilos  | Freilos  | A. Langelier | Walkover     | ausgeschieden | ausgeschieden | ausgeschieden | ausgeschieden | ausgeschieden | ausgeschieden | 9    |

### Beachvolleyball
| Athleten                 | Gruppenphase          | Gruppenphase       | Gruppenphase | Gruppenphase | Achtelfinale  | Achtelfinale  | Viertelfinale | Viertelfinale | Halbfinale    | Halbfinale    | Finale        | Finale        | Rang |
| Athleten                 | Gegner                | Ergebnis           | Punkte       | Rang         | Gegner        | Ergebnis      | Gegner        | Ergebnis      | Gegner        | Ergebnis      | Gegner        | Ergebnis      | Rang |
| ------------------------ | --------------------- | ------------------ | ------------ | ------------ | ------------- | ------------- | ------------- | ------------- | ------------- | ------------- | ------------- | ------------- | ---- |
| Saaga Malosa Ampex Isaac | Ja. Bello / Jo. Bello | 0:2 (10:21, 12:21) | 0            | 4            | ausgeschieden | ausgeschieden | ausgeschieden | ausgeschieden | ausgeschieden | ausgeschieden | ausgeschieden | ausgeschieden | 10   |
| Saaga Malosa Ampex Isaac | O’Dea / Fuller        | 0:2 (14:21, 17:21) | 0            | 4            | ausgeschieden | ausgeschieden | ausgeschieden | ausgeschieden | ausgeschieden | ausgeschieden | ausgeschieden | ausgeschieden | 10   |
| Saaga Malosa Ampex Isaac | Liotatis / Zorbis     | 0:2 (13:21, 17:21) | 0            | 4            | ausgeschieden | ausgeschieden | ausgeschieden | ausgeschieden | ausgeschieden | ausgeschieden | ausgeschieden | ausgeschieden | 10   |

### Leichtathletik
| Athleten       | Wettbewerb | 1. Runde | 1. Runde | Halbfinale    | Halbfinale    | Finale        | Finale        | Rang |
| Athleten       | Wettbewerb | Zeit     | Rang     | Zeit          | Rang          | Zeit          | Rang          | Rang |
| -------------- | ---------- | -------- | -------- | ------------- | ------------- | ------------- | ------------- | ---- |
| Karalo Maibuca | 100 m      | 11,39 s  | 6        | ausgeschieden | ausgeschieden | ausgeschieden | ausgeschieden | 69   |